# 5714 (année hébraïque)
5714 (hébreu : ה'תשי"ד , abbr. : תשי"ד) est une année hébraïque qui a commencé à la veille au soir du 10 septembre 1953 et s'est finie le 27 septembre 1954. Cette année a compté 383 jours. Ce fut une année embolismique dans le cycle métonique, avec deux mois de Adar - Adar I et Adar II. Ce fut la seconde année depuis la dernière année de chemitta.
En l'an 5714, l'État d'Israël a fêté ses 6 ans d'indépendance.

## Calendrier
Ce calendrier hébraïque de l'année 5714 donne les correspondances avec les dates du calendrier grégorien.
Le premier nombre dans chaque case correspond au jour du mois hébraïque. Les jours en couleurs sont des jours remarquables juifs ou israéliens.
| ◄◄ | 5714 | ►► |

## Événements

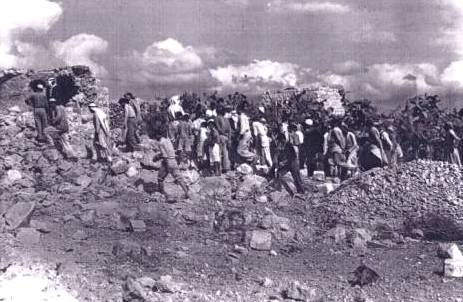
Massacre de Qibya. Retour des habitants dans les ruines de leur village

- Démission du Premier ministre israélien, David Ben Gourion.
- Massacre de Qibya. Opération de représailles israélienne contre un village de Cisjordanie à la suite d'un attentat.
- Syrie: Manifestations violentes contre le régime dans les régions druzes et certaines villes comme Homs et Alep, soutenues par l’Irak. Des responsables israéliens proposent une intervention militaire. La répression est très dure, mais l’armée syrienne, inspirée par le colonel Malki, proche du Ba’th, se soulève.
- Début de l'opération Susannah, orchestrée par les services de renseignement militaires israélien pour brouiller le gouvernement égyptien avec les occidentaux.

## Naissances
- Gali Atari
- David Grossman (écrivain)
- Michaël Melchior
- Matt Groening
- Miki Berkovich
- Viktor Iouchtchenko
- Gabi Ashkenazi
- Jerry Seinfeld
- Ilan Ramon
- Jonathan Pollard

## Décès
- Moshé Smilanski
- Avrohom Yeshaya Karelitz

5709 - 5710 - 5711 - 5712 - 5713 - 5714 - 5715 - 5716 - 5717 - 5718 - 5719